# Paulo Henrique (ur. 1943)
Paulo Henrique, właśc. Paulo Henrique Souza de Oliveira (ur. 5 stycznia 1943 w Macaé) – piłkarz brazylijski grający na pozycji lewego obrońcy.

## Kariera klubowa
Paulo Henrique karierę piłkarską rozpoczął w 1963 roku w klubie CR Flamengo, gdzie grał do 1970. Z klubem z Rio de Janeiro dwukrotnie zdobył mistrzostwo Stanu Rio de Janeiro – Campeonato Carioca w: 1963 i 1965 oraz wygrał Turniej Rio-São Paulo w 1961 roku. Rok 1971 spędził w Botafogo FR, po czym wrócił do Flamengo, z którym zdobył mistrzostwo Stanu Rio de Janeiro – Campeonato Carioca w 1972 roku. Ostatni rok kariery - 1973 spędził w Avaí FC, z którym zdobył mistrzostwo Stanu Santa Catarina – Campeonato Catarinense w 1973 roku.

## Kariera reprezentacyjna
4 czerwca 1966 w São Paulo Paulo Henrique zadebiutował w reprezentacji Brazylii, w meczu przeciwko reprezentacji Peru. W 1966 Paulo Henrique pojechał z reprezentacją Brazylii do Anglii na Mistrzostwa Świata i zagrał w meczach grupowych przeciwko Portugalii oraz Bułgarii. Ostatni raz w reprezentacji Paulo Henrique zagrał w 19 września 1967 w meczu przeciwko reprezentacji Chile w Santiago. Łącznie w latach 1966–1967 rozegrał w barwach canarinhos 8 spotkań.